# Drevenico
Drevenico, Darvenich o Cunaz (in croato: Drvenik) è un isolotto disabitato della Croazia, situato di fronte alla costa dalmata, a sud di Sebenico e a sud-est di Zlarino; fa parte dell'arcipelago di Sebenico. Amministrativamente appartiene alla città di Sebenico, nella regione di Sebenico e Tenin.

## Geografia
Drevenico si trova nel canale di Sebenico (Šibenski kanal), parallelo alla punta meridionale di Zlarino, sul lato orientale, alla distanza di circa 600 m 
L'isola, che ha una forma ovale allungata, misura 1 km di lunghezza per 360 m di larghezza, ha una superficie di 0,309 km², uno sviluppo costiero di 2,43 km e un'altezza massima di 51 m. Ha un segnale luminoso a nord.

## Isole adiacenti
- Rachitta[3][9] (Rakitan), isolotto 350 m[2] a sud-est di Drevenico; ha una superficie di 0,115 km²[1], uno sviluppo costiero di 1,33 km[1] e l'altezza massima di 29 m[2] 43°39′38″N 15°53′11″E.
- Duaina[3][10] o Duainca[5] (Dvainka), piccolo isolotto a forma di otto con un istmo al centro e un segnale luminoso nella parte nord-ovest, situato 400 m[2] a sud di Drevenico; ha una superficie di 0,066 km²[1] e uno sviluppo costiero di 1,34 km[1] 43°39′16″N 15°52′43″E.

### Cartografia
- (HR) Mappa topografica della Croazia 1:25000, su preglednik.arkod.hr. URL consultato il 1º gennaio 2017.
- G. Giani, Carta prospettiva delle Comuni censuarie della Dalmazia, foglio 6, 1839. Fondo Miscellanea cartografica catastale, Archivio di Stato di Trieste.
- Carta di cabottaggio del mare Adriatico, foglio VII, Milano, Istituto geografico militare, 1822-1824. URL consultato il 22 dicembre 2016 (archiviato dall'url originale il 13 aprile 2013).